# Oscar Lima

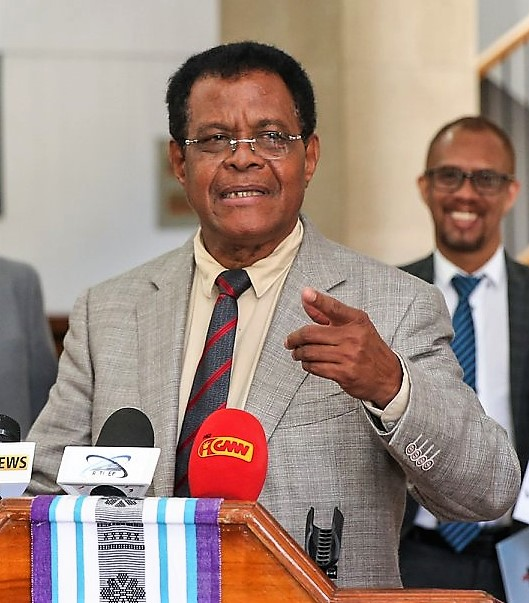
Oscar Lima (2019)

Oscar Lima (* 8. April) ist ein Unternehmer und Politiker aus Osttimor.

## Werdegang
Lima war Mitglied des Rates der Frente Iha Timor Unidos Nafatin (FITUN), einer Untergrundbewegung von Jugendlichen gegen die indonesischen Besatzung. Später wurde er Inhaber der Golden Sword Pty Ltd (Surik Mas Pty Ltd), die Import, Export und Bauarbeiten betrieb. Er und seine Frau Lenita (Kampfname Iku) engagierten sich verdeckt im Widerstand gegen die Besatzer, auch wenn sie Verbindungen bis in die höchsten Ebenen Indonesiens hatten. 1992 wurde Oscar Lima verhaftet. Man hatte erfahren, dass der Führer der FALINTIL-Guerilla Xanana Gusmão in seinem Haus übernachtet hatte. Limas Firma wurde geschlossen, sein Vermögen eingezogen und er kam drei Jahre in Haft. Seine Frau hatte mit den Kindern rechtzeitig zuvor Osttimor verlassen und Asyl in Australien erhalten.
Am 23. Oktober 2017 wurde Lima von Präsident Francisco Guterres in den Staatsrat Osttimors berufen. Das Amt hatte er bis 2023 inne.
Lima ist Mitglied des Zentralkomitees der Partei FRETILIN und der Präsident der Câmera de Comércio e Indústria de Timor-Leste (CCI-T). Zuletzt wurde er am 18. Oktober 2018 für weitere vier Jahre in diesem Amt durch Wahl knapp mit 126 von 251 Stimmen bestätigt.
Bei den Parlamentswahlen 2023 kandidierte Lima auf Platz 19 der Liste der FRETILIN und zog in das Nationalparlament ein.